# Julia Lennon
Julia Lennon (rozená Stanley; 12. března 1914 Liverpool – 15. července 1958 Liverpool) byla matka anglického hudebníka Johna Lennona, který se narodil během jejího manželství s Alfredem Lennonem. Po stížnostech její starší sestry Mimi Smith liverpoolské sociální správě předala péči o svého syna své sestře. Později se jí ze vztahu s velšským vojákem narodila dcera, ale pod nátlakem ze strany rodiny bylo dítě dáno k adopci. S Johnem „Bobbym“ Dykinsem měla později dvě dcery, Julii a Jackie. Se svým manželem se nikdy nerozvedla a s Dykinsem žila až do konce života ve společné domácnosti.